# Copa Master de Supercopa 1994
La Copa Master de Supercopa 1994 è stata la seconda e ultima edizione del trofeo, ed è stata vinta dal Cruzeiro.

## Formula
La competizione prevede la sola finale, che si gioca in due incontri (andata e ritorno).

## Tabellino

### Andata
| Asunción 3 marzo 1995 | Olimpia | 0 – 0 | Cruzeiro |  |

### Ritorno
| Arbitro: | Castrilli |

| |            | |
| Marcelo Ramos 76’ (rig.) | Marcatori  | |
| · William P Rodrigo Silva D · Júnior Paulista D Rogério D Nonato D · Ademir C Pingo C a Ricardinho C Luís Fernando Flores C · a Cleisson A Marcelo Ramos A · A disposizione: · a Tiganá C b Dinei A | Formazioni | · P Arbiza D Cáceres D Saravia D Caballero D Suárez C Fernández C Jara Heyn C Sanabria C Esteche A Báez A Samaniego A disposizione: · A Campos |
| Carlos Alberto Silva | Allenatori | Cubilla |

## Verdetti

### Squadra vincitrice
| Copa Master de Supercopa 1994 |
| ----------------------------- |
| Cruzeiro (1º titolo)          |